# 토키타 타카시
토키타 타카시(時田貴司, 1965년 1월 24일 ~ )는 스퀘어 에닉스에서 근무하는 일본인 비디오 게임 개발자이다. 1985년부터 그곳에서 일했으며 파이널 판타지 IV의 수석 디자이너이자 라이브 어 라이브, 패러사이트 이브(Parasite Eve) 및 크로노 트리거의 감독으로 일했다.

## 작품
- 마계탑사 사가
- 파이널 판타지 III
- 파이널 판타지 IV
- 라이브 어 라이브
- 크로노 트리거
- 초코보 레이싱
- 바운서 (비디오 게임)
- 파이널 판타지 (비디오 게임)
- 파이널 판타지 IV
- 마리오훕스 3 ON 3
- 파이널 판타지 디멘션즈 II
- 포춘 스트리트
- 라이브 어 라이브